# إمبراير ليجاسي 600
إمبراير ليجاسي 600  (بالإنجليزية: Embraer Legacy 600) هي نفاثة أعمال مشتقة من إمبراير 145 إحدى طائرات سلسة إمبراير اي-جت النفاثة التجارية، أنتجت في 2012 بالبرازيل، من صناعة إمبراير. كان أول طيران لها في 31 مارس 2001. دخلت الخدمة في 2013، ومازالت في الخدمة حتى الآن. وسعر الطائرة الواحدة هو 25.9 مليون دولار (آخر نسخة من الطائرة هي ليجاسي 650E).

## ليجاسي 650
تم إعلانها في عام 2009، وتُعد ليجاسي 650 النسخة الأطول مدى من ليجاسي 600، حيث يصل مداها 7220 كلم بدون توقف مع 4 ركاب، وتم ترخيصها رسمياً من قبل إدارة الطيران الفيدرالية في فبراير 2011.
في عام 2016 تم الإعلان عن طراز حديث للطائرة يحمل اسم 650E.

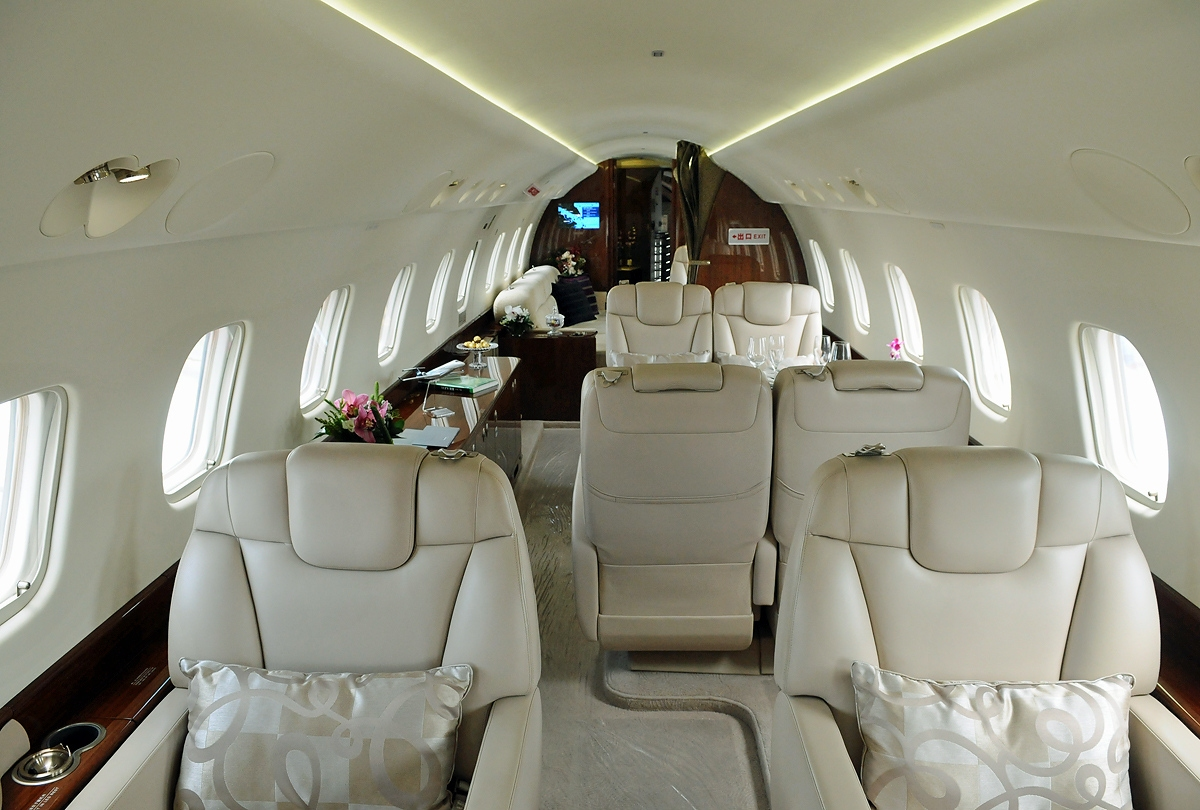
طائرة ليجاسي 650 من الداخل.

## التسليمات
| السنة     | السنة     | 2002 | 2003 | 2004 | 2005 | 2006 | 2007 | 2008 | 2009 | 2010 | 2011 | 2012 | 2013 | 2014 |
| --------- | --------- | ---- | ---- | ---- | ---- | ---- | ---- | ---- | ---- | ---- | ---- | ---- | ---- | ---- |
| التسليمات | التسليمات | 8    | 13   | 13   | 20   | 27   | 36   | 36   | 18   | 11   | 13   | 17   | 21   | 18   |

| السنة     | السنة     | 2015 | 2016 | 2017 |
| --------- | --------- | ---- | ---- | ---- |
| التسليمات | التسليمات | 12   | 9    | 7    |